# Dieter Finkler
Dieter Finkler (* 10. November 1952 in Dudweiler) ist ein ehemaliger deutscher Fußballspieler. 

## Karriere
Finkler kam 1971 vom ASC Dudweiler zum 1. FC Saarbrücken. Mit den Saarländern spielte er in der Regionalliga, ab 1974 in der neu eingeführten 2. Bundesliga. In der Saison 1975/76 schaffte Finkler unter dem jugoslawischen Trainer Slobodan Čendić und Mitspielern, wie Dieter Ferner, Reinhold Zech, Felix Magath und Metodija Spasovski den Gewinn der Meisterschaft und stieg somit in die Bundesliga auf. Er blieb noch ein Jahr, in dem die Klasse gehalten werden konnte. Danach spielte er ein Jahr beim FK Pirmasens in der 2. Bundesliga, danach wechselte er zum Ligarivalen 
SC Fortuna Köln. Bei den Kölnern war er in den nächsten acht Jahren eine feste Größe, sein letztes Spiel bestritt er gegen den FC 08 Homburg in der Saison 1984/85 als er am 1. Spieltag die erste Halbzeit spielte.